# Ħamrun
Ħamrun és una ciutat de Malta. Està situada en una zona molt propera a la capital i té una superfície d'11 km². El 2021 tenia 10.514 habitants.